# Кёниг, Фридрих Эдуард
Фридрих-Эдуард Кёниг (Friedrich-Eduard König; 1846—1936) — немецкий богослов, библеист и лингвист.
Профессор лейпцигского, ростокского и боннского университетов. Преподавал в лейпцигской школе Святого Фомы.

## Жизнь и творчество
Родился в саксонском текстильном городе Рейхенбах. Во время обучения в средней школе в реальном училище и гимназии города Плауэна показал экстраординарные достижения, в связи с чем ему была предоставлена возможность свободного посещения. Ему даже разрешили пропустить класс, и в 1867 он выдержал выпускной экзамен с отличием.
В Лейпцигском университете вначале он изучал историю и классическую филологию, а затем перешёл к теологии и востоковедению. При этом он также посещал все виды курсов, которые могли быть полезны в самом широком смысле для исследователей Библии: историю написания, сравнительную лингвистику и физиологию звука, психофизику, арабистику, индологию, германистику, географию Палестины и даже минералогию.
После того, как в 1871 году Эдуард получил степень лиценциата богословия, он стал преподавать религию в Королевской саксонской реальной гимназии. А через год защитил диссертацию на степень доктора филологии на тему «Мысль, звук и акцент как три фактора формирования языка, сравнительный анализ и физиология на примере иврита» в области семитской лингвистики. В том же году женился на Альвине Лёфлер, которая подарила ему четырёх дочерей. В 1876 году он вероучитель в Лейпцигской Томасшуле, помимо этого изучал староэфиопский и родственные южносемитские языки, а затем опубликовал свою вторую лингвистическую работу «Новые исследования написания, произношения и общей морфологии эфиопского языка, сравнительные и физиологические пояснения по материалам источников».
За свою докторскую диссертацию «De criticae sacrae argumenti e linguae legibus repetitio historia, natura, vi» («Критика языка святого писания, её история, природа и авторитет») в 1879 году он получает квалификацию Venia legendi как приват-доцент богословского факультета в Лейпциге, где стал адъюнкт-профессором в 1885 году. Три года спустя, в возрасте 42-х лет, в университете Эрлангена он получает степень доктора теологии («D») и становится преподавателем на теологическом факультете Ростокского университета. В 1900 году профессор ветхозаветной экзегетики в Боннском университете и до выхода на пенсию в 1926 году является директором ветхозаветной семинарии. В 1914 году нидерландский Королевский университет Гронингена присвоил Кёнигу вторую почетную докторскую степень «Doctor litterarum Semitticarum».
Как лингвист Кёниг пытается применить фонетические и физиологические методы современной филологии к семитским языкам, таким как иврит и эфиопский, в таких работах, как «Мысль, звук, и акцент в качестве трёх факторов формирования языка» (1874), к новому подходу к исследованию написания, фонетики и морфологии эфиопского языка (1877), а также к трёхмерному историко-критическому подходу к изучению иврита (1881—1897). А также, Кёниг был чрезвычайно продуктивным, как толкователь ветхозаветных библейских текстов, о чём свидетельствует длинный список его публикаций.
Кёниг занимал весьма своеобразную позицию, которая менялась со временем от антисемитизма к панвавилонизму, который в начале XX века пробудил широкие круги общественности с «Закатом Европы» Освальда Шпенглера, богохульными процессами и национал-социализмом.
Сам Кёниг, ретроспективно оценивая свою работу в области лингвистики и религии, разделил свои труды на три группы:
1. Публикации по литературоведению и экзегетике с использованием языка доказательств.
2. Сочинения по обсуждению концепции религиозных убеждений.
3. Сочинения против вавилонизации Ветхого Завета и антииудаизма.

Часто он был отвергнут, иногда опережал своё время, а во многих случаях был уже устаревшим. Его многочисленные библеисторические и экзегетические работы получили незначительную оценку. Однако с лингвистической точки зрения его работа получает всё большее и большее признание.

## Основные сочинения
- «Historisch-kritisches Lehrgebäude der hebräischen Sprache» (Лпц., 1881—1897);
- «Der Offenbarungsbegriff des Alten Testamentes» (1882);
- «Die Hauptprobleme der altisraëlitischen Religionsgeschichte, gegenüber den Entwickelungsthedretikern beleuchtet» (1884);
- «Der Glaubensakt des Christen nach Begriff und Form untersucht» (1891);
- «Einleitung in das Alte Testament» (Бонн, 1892).